# Список аксумских царей
Цари Аксума правили важным торговым государством, расположенным на территории, которую сейчас занимают Эритрея и северная Эфиопия, приблизительно в 100—940 годах н. э.

## Расцвет Аксумского царства
| Период правления         | Имя                                                                                | Примечания                                                                                         |
| ------------------------ | ---------------------------------------------------------------------------------- | -------------------------------------------------------------------------------------------------- |
| ок. 100 г.               | За Хакала (Za Haqala) (возможно Нза йа Нкла (Nza ya Nkla) или Зоскалес (Zoskales)) | |
| ок. 200 г.               | Гадара (GDRT) (огласован историками как «Гадарат»)                                 | в надписях упоминается его сын БЙГТ (BYGT) (огласован как «Бейга» (Beyga) или «Ба йага» (Ba yaga)) |
| ок. 230 г. — ок. 240 г.  | `ДБХ (`DBH) (огласован как «Нзамба» (`Nzamba) или «Нзаба» (`Nzaba))                | в надписях упоминается его сын ГРМТ (GRMT) (огласован как «Гирма» (Girma))                         |
| ок. 250 г.               | Сембритэс (Sembrouthes)                                                            | |
| ок. 260 г.               | ДТУНС (DTWNS) (огласован как «Батсана» (Batsana))                                  | в надписях упоминается его сын ЗКРНС (ZQRNS) (огласован как «Батсиана» (Batsiana)                  |
| ок. 270 г. — ок. 300 г.  | Эндубис (Endubis)                                                                  | |
| расцвет начало IV века   | Афилас (Aphilas)                                                                   | |
| расцвет начало IV века   | Уазеба (Wazeba) или Мзамба (Mzamba)                                                | |
| ок. 320 г.               | Усанас (Ousanas)                                                                   | |
| ок. 333 г. — ок. 356 г.  | Эзана (Ezana)                                                                      | |
| ок. 350 г.               | МХДЙС (MHDYS) (огласован как «Мехадейис» (Mehadeyis))                              | |
| расцвет конец IV века    | Уазебас (Ouazebas)                                                                 | |
| ок. 400 г.               | Эон (Eon)                                                                          | возможно «Унина» (Unina) из «Книги химьяритов»                                                     |
| расцвет V век            | Эбана (Ebana)                                                                      | |
| расцвет V век            | Незул (Nezool)                                                                     | также называется «Нзана» (N'zana)                                                                  |
| ок. 500 г.               | Усас (Ousas), также пишется «Усана(с) (Ousana(s))»                                 | возможно, Тазена (Tazena), отец Калеба                                                             |
| ок. 520 г.               | Калеб (Kaleb)                                                                      | в преданиях упоминается его сын Гэбра Мэскаль (Gabra Masqal)                                       |
| расцвет середина VI века | Элла-Амида (Alla Amidas)                                                           | |
| расцвет середина VI века | Уазена (Wazena)                                                                    | |
| расцвет середина VI века | ВЗБ (W`ZB) огласован как «Уа`забе» (Wa`zabe)                                       | возможно «Элла-Габаз» (Ella Gabaz), сын Калеба                                                     |
| расцвет середина VI века | Иоэль (Ioel)                                                                       | |
| ок. 575 г.               | Хатаз (Hataz)                                                                      | идентифицируется с «Йатлия» («Iathlia»)                                                            |
| ок. 577 г.               | Саифу (Saifu)                                                                      | |
| ок. 590 г.               | Израэль (Israel)                                                                   | в преданиях также упоминается Израэль (Israel), сын Калеба                                         |
| ок. 600 г.               | Герсем (Gersem)                                                                    | |
| ок. 614 г.               | Армах (Armah)                                                                      | возможно, совпадает с Сахамой (Sahama)                                                             |
| умер в 630 г.            | Сахама (Sahama)                                                                    | в преданиях также упоминается Элла-Цахам (Ella Tsaham, Illa ṢaṢām)                                 |

## Цари более позднего периода
Следующие цари правили между 600—900 годами, хотя конкретные периоды правления не известны.
| имя                          | Примечания                              |
| ---------------------------- | --------------------------------------- |
| Куастантинос (Kwastantinos)  | или Константин (Constantine)            |
| Уасан Сагад (Wasan Sagad)    | Базагар (Bazagar)?                      |
| Фере Шанай (Fere Shanay)     | или Фере Шернай (Fere Shernay)          |
| 'Адре’аз ('Adre'az)          | или 'Адре’азар ('Adre'azar)             |
| 'Акла Уэдэм ('Akla Wedem)    |                                         |
| Герма Сафар (Germa Safar)    |                                         |
| Зергаз (Zergaz)              | или Гергаз (Gergaz)                     |
| Дэгна-Микаэль (Degna Mikael) |                                         |
| Бахр Икела (Bahr Ikela)      |                                         |
| Гум (Gum)                    |                                         |
| 'Асгуомгум ('Asgwomgum)      |                                         |
| Летем (Letem)                |                                         |
| Талатем (Talatem)            |                                         |
| Ода Гош ('Oda Gosh)          | или 'Ода Саса ('Oda Sasa)               |
| Айзур ('Ayzur)               | который царствовал полдня и был задушен |
| Дедем (Dedem)                |                                         |
| Уэдедем (Wededem)            |                                         |
| Уэдем Асфаре (Wedem 'Asfare) | царствовал 150 лет                      |
| Армах ('Armah)               |                                         |
| Дэгнажэн (Degna Djan)        | или Гед’а Джан (Ged'a Djan)             |
| Анбэса-Ыддым ('Anbasa Wedem) | сын Дэгнажэна                           |
| Дыль-Нэад (Dil Na'od)        | сын Дэгнажэна                           |